# میروسواف باکا
میروسواف میخاو باکا (لهستانی: Mirosław Michał Baka؛ ‏ تلفظ لهستانی: [miˈrɔswaf]؛ زادهٔ ۱۵ دسامبر ۱۹۶۳) بازیگر اهل لهستان است.
از فیلم‌ها یا برنامه‌های تلویزیونی که وی در آن نقش داشته‌است، می‌توان به خرده‌دهقانان، کرکس، ۱۹۳۹ نبرد وسترپلاته، عشق پیچیده، پیت‌بول، خیوکا، پسرها گریه نمی‌کنند، موج جرم و جنایت، ترانه عاشقانه‌ای برای یانوشک، اصل لذت، قانون حقیقی، پرستار کودک، فیلمی کوتاه درباره کشتن، ۸۰ میلیون، ده فرمان ۵، والسا: مرد امید، قضاوت دربارهٔ فراچیشکا کووسا، جک استرانگ، طعمه و انگشتری با نشان عقاب تاج‌دار اشاره کرد.